# نمان (شهر)
شهر نمان (به روسی: Неман) در کشور روسیه و در اوبلاست کالینینگراد واقع شده‌است.